# City-Pier-City Loop 2007

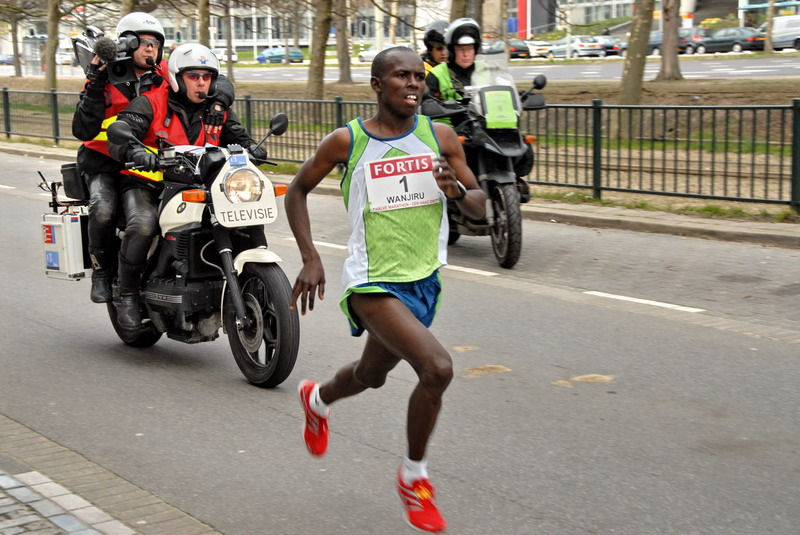
Samuel Wanjiru op weg naar de eindoverwinning.

De 33e editie van de City-Pier-City Loop vond plaats op zaterdag 17 maart 2007. Het evenement werd gesponsord door Fortis.
Winnaar bij de mannen werd de twintig jaar jonge Keniaan Samuel Wanjiru met een tijd van 58.33. Hiermee verbeterde hij het wereldrecord op de halve marathon. Het vorige record stond op naam van Paul Tergat, die tijdens de halve marathon van Milaan in 1998 59.17 had gelopen. Ook het wereldrecord op de 20 km werd verbeterd. Na drie kilometer liep Wanjiru weg uit de kopgroep en liep de wedstrijd verder alleen aan kop.
De snelste vrouw was de sinds 2001 in Nederland woonachtige Hilda Kibet. Zij klokte in een solorace een tijd van 1:09.43. 
De wedstrijd was deze editie tevens het toneel van het Nederlands kampioenschap halve marathon. Evenals het jaar ervoor werd  Koen Raymakers Nederlands kampioen, ditmaal in een tijd van 1:02.30. En net als in 2006 werd hij ook nu twaalfde in de totaaluitslag. De eerste Nederlandse, en dus Nederlands kampioene, was Merel de Knegt in 1:14.21. Zij finishte overall als derde.

## Uitslagen

### NK mannen
| rang   | atleet         |
| ------ | -------------- |
| Goud   | Koen Raymakers |
| Zilver | Luc Krotwaar   |
| Brons  | Michel Butter  |

### NK vrouwen
| rang   | atleet             |
| ------ | ------------------ |
| Goud   | Merel de Knegt     |
| Zilver | Nadezhda Wijenberg |
| Brons  | Selma Borst        |

### Mannen
| pos. | atleet                  | land      | tijd    |
| ---- | ----------------------- | --------- | ------- |
| 1    | Samuel Wanjiru          | Kenia     | 58.33   |
| 2    | Solomon Bushendich      | Kenia     | 1:00.13 |
| 3    | Francis Kiprop          | Kenia     | 1:00.17 |
| 4    | William Kipsang         | Kenia     | 1:00.25 |
| 5    | Stephen Chelimo         | Kenia     | 1:01.03 |
| 6    | Charles Munyeki Kiama   | Kenia     | 1:01.04 |
| 7    | Luke Kipkosgei          | Kenia     | 1:01.18 |
| 8    | William Chebon Chebor   | Kenia     | 1:01.24 |
| 9    | Charles Koech           | Kenia     | 1:01.27 |
| 10   | Sammy Kipruto           | Kenia     | 1:01.33 |
| 11   | Philemon Baaru          | Kenia     | 1:02.01 |
| 12   | Koen Raymaekers         | Nederland | 1:02.30 |
| 13   | Luc Krotwaar            | Nederland | 1:02.34 |
| 14   | Luke Kibet              | Kenia     | 1:02.51 |
| 15   | Boniface Mbuvi Muema    | Kenia     | 1:03.28 |
| 16   | Ben Kimwole             | Kenia     | 1:03.29 |
| 17   | Michel Butter           | Nederland | 1:03.52 |
| 18   | Kiprotisch Kenei        | Kenia     | 1:04.00 |
| 19   | Wilson Onsare           | Kenia     | 1:04.11 |
| 20   | Maurice Musyoki Motinda | Kenia     | 1:04.31 |
| 21   | David Musyoki Maili     | Kenia     | 1:04.32 |
| 22   | Martin Lauret           | Nederland | 1:04.32 |
| 23   | Jeroen van Damme        | Nederland | 1:04.48 |
| 24   | Lars Johansson          | Zweden    | 1:04.54 |
| 25   | David Rutoh             | Kenia     | 1:05.01 |

### Vrouwen
| pos. | atleet               | land                  | tijd    |
| ---- | -------------------- | --------------------- | ------- |
| 1    | Hilda Kibet          | Kenia                 | 1:09.43 |
| 2    | Lucia Kimani Mwihaki | Bosnië en Herzegovina | 1:13.01 |
| 3    | Merel de Knegt       | Nederland             | 1:14.21 |
| 4    | Nadezhda Wijenberg   | Nederland             | 1:14.29 |
| 5    | Anna Rahm            | Zweden                | 1:14.33 |
| 6    | Selma Borst          | Nederland             | 1:15.14 |
| 7    | Alimaz Megersa       | Ethiopië              | 1:16.44 |
| 8    | Wilma van Onna       | Nederland             | 1:18.32 |
| 9    | Marisa Hopmans       | Nederland             | 1:18.38 |
| 10   | Ingrid Prigge        | Nederland             | 1:18.39 |
| 12   | Anne van Schuppen    | Nederland             | 1:21.09 |
| 14   | Lucienne Groenendijk | Nederland             | 1:22.07 |
| 15   | Carla Ophorst        | Nederland             | 1:22.20 |
| 16   | Petra Sloots         | Nederland             | 1:23.21 |

1975 ·
1976 ·
1977 ·
1978 ·
1979 ·
1980 ·
1981 ·
1982 ·
1983 ·
1984 ·
1985 ·
1986 ·
1987 ·
1988 ·
1989 ·
1990 ·
1991 ·
1992 ·
1993 ·
1994 ·
1995 ·
1996 ·
1997 ·
1998 ·
1999 ·
2000 ·
2001 ·
2002 ·
2003 ·
2004 ·
2005 ·
2006 ·
2007 ·
2008 ·
2009 ·
2010 ·
2011 ·
2012 ·
2013 ·
2014 ·
2015 ·
2016 ·
2017 ·
2018 ·
2019 (afgelast) ·
2020 ·
2021 (afgelast) ·
2022 ·
2023 ·
2024
1992 · 
1993 · 
1994 · 
1995 · 
1996 · 
1997 ·
1998 ·
1999 · 
2000 · 
2001 · 
2002 · 
2003 · 
2004 · 
2005 · 
2006 · 
2007 · 
2008 · 
2009 · 
2010 · 
2011 · 
2012 · 
2013 · 
2014 · 
2015 · 
2016 ·
2017 ·
2018 ·
2019 ·
2022 ·
2023